# Ешли (Илиноис)
Ешли (енгл. Ashley) град је у америчкој савезној држави Илиноис. По попису становништва из 2010. у њему је живело 536 становника.

## Демографија
Према попису становништва из 2010. у граду је живело 536 становника, што је 77 (12,6%) становника мање него 2000. године.
| Група             | 2000.       | 2010.       |
| Белци             | 600 (97,9%) | 517 (96,5%) |
| Афроамериканци    | 1 (0,2%)    | 4 (0,7%)    |
| Азијати           | 0 (0,0%)    | 0 (0,0%)    |
| Хиспаноамериканци | 4 (0,7%)    | 12 (2,2%)   |
| Укупно            | 613         | 536         |